# Kawtar Stify
Kawtar Stify, née le 5 janvier 1999, est une rameuse d'aviron marocaine.

## Carrière
Aux Championnats d'Afrique d'aviron 2017, elle obtient la médaille de bronze en deux de couple avec Sarah Fraincart.